# ارونات
ارونات (کمپ) (به فرانسوی: Euronat) یک مکان تفریحی در کمون (مطابق بخش در تقسیمات کشوری ایران) گرایون هوپیتال ، استان لیپاغ میدوک ، آکیتین واقع شده است. اردوگاه ارونات در مساحت ۳۳۵ هکتار دارای ۱۴۰۰ محل اتراق ۵۰۰ خانه‌ویلایی است. برهنگی تنها در پلاژ ساحلی مجاز شمرده می‌شود ولی در کل تحمل می‌شود ، هرگونه رفتار ناسالم سبب اخراج از اردوگاه می‌گردد . 